# Bresse jurassienne
Bresse jurassienne este o arie protejată (sit de importanță comunitară — SCI) din Franța întinsă pe o suprafață de 9.477 ha, integral pe uscat.

## Localizare
Centrul sitului Bresse jurassienne este situat la coordonatele 46°31′29″N 5°17′28″E / 46.5247°N 5.291°E.

## Înființare
Situl Bresse jurassienne a fost declarat arie specială de conservare în baza directivei 92/43 din 1992 referitoare la conservarea habitatelor naturale și a faunei și florei sălbatice pentru a proteja 1 specie de plante și 14 specii de animale.

## Biodiversitate
Situată în ecoregiunea continentală, aria protejată conține 15 habitate naturale: Râuri cu maluri nămoloase cu vegetație de Chenopodion rubri p.p. și Bidention p.p., Liziere de ierburi înalte hidrofile de câmpie și de nivel montan până la alpin, Fânețe de joasă altitudine (Alopecurus pratensis, Sanguisorba officinalis), Păduri de fag Asperulo-Fagetum, Păduri acidofile de stejar bătrân cu Quercus robur pe câmpii nisipoase, Păduri de fag Luzulo-Fagetum, Ape stătătoare oligotrofe până la mezotrofe, cu vegetație de Littorelletea uniflorae și/sau de Isoëto-Nanojuncetea, Pajiști uscate seminaturale și facies de acoperire cu tufișuri pe substraturi calcaroase (Festuco-Brometalia) (* situri importante pentru orhidee), Pajiști cu Molinia pe soluri calcaroase, turboase sau argilos-nămoloase (Molinion caeruleae), Ape puternic oligomezotrofe cu vegetație bentonică cu Chara spp., Lacuri eutrofice naturale cu vegetație de tip Magnopotamion sau Hydrocharition, Păduri de stejar sau de stejar și carpen sub-atlantice și medio-europene de Carpinion betuli, Păduri aluvionare cu Alnus glutinosa și Fraxinus excelsior (Alno-Padion, Alnion incanae, Salicion albae), Mlaștini oligotrofe degradate, capabile încă de regenerare naturală, Mlaștini împădurite.
La baza desemnării sitului se află mai multe specii protejate:
- plante (1): Marsilea quadrifolia
- amfibieni (2): triton cu creastă (Triturus cristatus), izvoraș-cu-burta-galbenă (Bombina variegata)
- nevertebrate (7): Coenagrion mercuriale, croitorul mare al stejarului (Cerambyx cerdo), fluturele auriu (Euphydryas aurinia), Vertigo moulinsiana, fluturele purpuriu (Lycaena dispar), libelule (Leucorrhinia pectoralis), Unio crassus
- pești (5): boarță (Rhodeus amarus), cicar (Lampetra planeri), clean dungat (Telestes souffia), zglăvoacă (Cottus gobio), Parachondrostoma toxostoma

Pe lângă speciile protejate, pe teritoriul sitului au mai fost identificate 26 de specii de plante, 11 specii de păsări, 9 specii de amfibieni, 1 specie de mamifere, 2 specii de pești, 3 specii de reptile.